# Andželati
Andželati (en serbe cyrillique : Анџелати) est un village du nord-est du Monténégro, dans la municipalité d'Andrijevica.

## Démographie

### Évolution historique de la population
| 1948 | 1953 | 1961 | 1971 | 1981 | 1991 | 2003 |
| ---- | ---- | ---- | ---- | ---- | ---- | ---- |
| 117  | 139  | 119  | 144  | 95   | 164  | 134  |